# 伊日·施泰纳
伊日·施泰纳（捷克語：Jiří Štajner，1976年5月27日—），捷克男子足球运动员，司职中场、前锋。他曾代表捷克国家队参加2006年国际足联世界杯，结果队伍止步小组赛阶段。